# Pinson bleu
Fringilla teydea
Espèce
Statut de conservation UICN

 NT : Quasi menacé
Le Pinson bleu (Fringilla teydea) est une espèce de pinsons endémique des îles Canaries. La sous-espèce teydea vit à Tenerife et en tire son nom du point culminant, le stratovolcan Teide, et la sous-espèce polatzeki à Grande Canarie. Il est le symbole animal de l'île de Tenerife.

## Morphologie

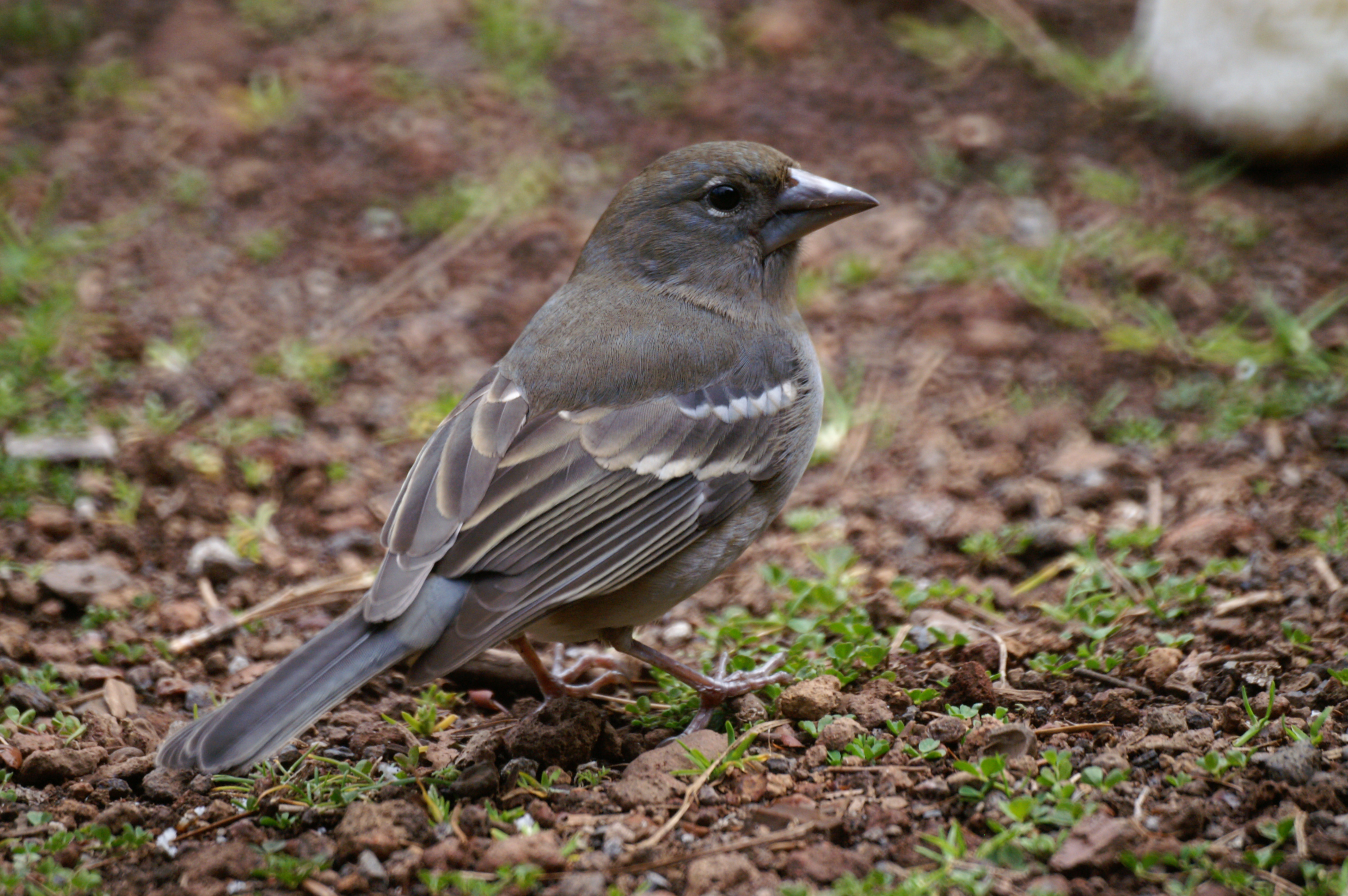
Pinson bleu femelle

Avec une longueur de 16 à 18 cm, le pinson bleu est notablement plus grand que le pinson des arbres commun. Ainsi, son bec, sa tête et sa poitrine sont plus épais.
Comme son nom l'indique, le mâle possède un plumage bleu sur la tête et le haut du dos. La gorge, la poitrine et les flancs sont gris plomb plus clair. Les rectrices sous-caudales sont blanches.
Son bec est noir.
Comme souvent, le plumage de la femelle est plus terne. La face supérieure en est gris-brun et la face inférieure gris-blanc.

## Alimentation
Il se nourrit surtout de graines de pins et d’insectes. Les semences sont prélevées directement dans les cônes ouverts et sur le sol. Les insectes sont capturés au vol, dans l’écorce des arbres et sur le sol. Des aiguilles de pins sont parfois ingérées et des graines de diverses espèces végétales comme le myosotis (Myosotis latifolia), le mouron (Stellaria media), Adenocarpus viscosus et les drupes de ronces (Rubus) sont aussi consommées. Les jeunes sont essentiellement nourris d’invertébrés avec leurs larves.

## Voix
Son chant rappelle nettement celui du pinson des arbres en moins énergique.

## Nidification

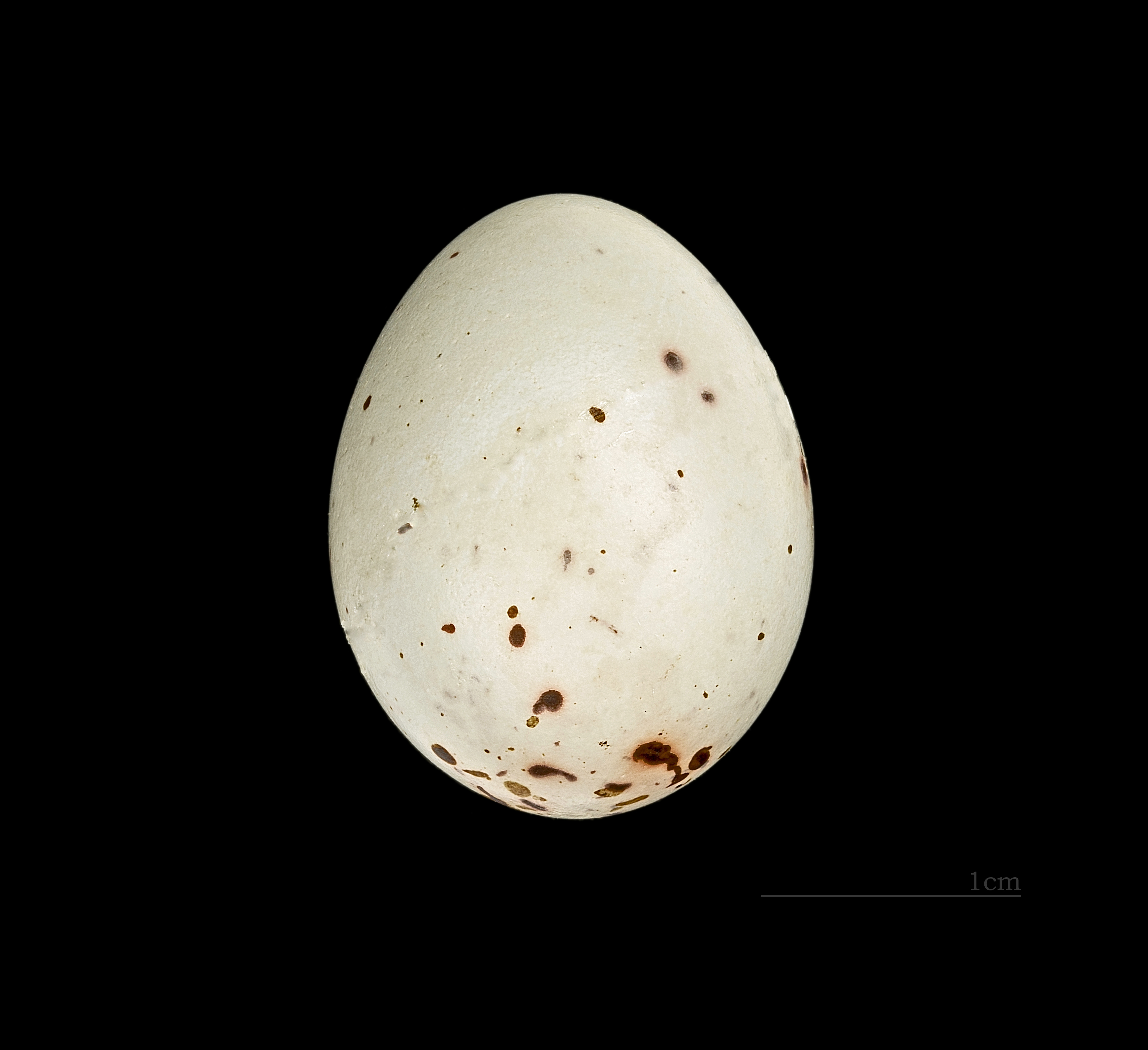
Œuf de Fringilla teydea teydea Muséum de Toulouse

La nidification a lieu en juillet avec des extrêmes observés le 15 mai et le 25 août. Il niche plutôt dans la première moitié de juin dans les pinèdes d’altitude et en mai sur les versants sud. Le nid est une coupe de radicelles et d’aiguilles de pins mêlées à de la mousse avec un revêtement interne de plumes et de crin. Il est construit entre 2 et 14 m
dans de jeunes ou de grands pins, contre le tronc ou même en bout de branche. La ponte se compose de deux œufs (bleu-verdâtre ponctués de brun et de brun-rouge), rarement un seul, mais jamais trois. Il n’existe pas de seconde couvée régulière mais une ponte de remplacement peut avoir lieu en cas d’échec, surtout en début de nidification.

## Répartition et habitat

### Répartition
Cet oiseau est endémique des îles Canaries. Elle se rencontre à Tenerife et à Grande Canarie.

### Habitat
Le pinson bleu habite les forêts de pins (Pinus canariensis) des îles Tenerife et
Grande Canarie. Il vit entre 1200 et 2 000 m à Tenerife et de 700 à 1 200 m à Grande Canarie, dépassant rarement ces repères. À Tenerife, parmi ces pinèdes, on le trouve aussi dans les bruyères arborescentes (Erica arborea) et dans des lauriers (Laurus sp.).
Les pinsons bleus quittent occasionnellement cet habitat pour se nourrir au-dessus des
pinèdes (2 200 m) ou, plus rarement (par mauvais temps) au-dessous (500 m), dans les
jardins, les vergers et autres cultures. Mais il s’est également adapté à une autre espèce de pin, récemment introduite par l’homme : le pin rayonnant (Pinus radiata) dont les plantations visent à étoffer les massifs dégradés de pins canariens. Martín et al. (1980) ont montré qu’à Tenerife le pinson bleu privilégie nettement le sous-bois de genêt Chamaecytisus proliferus car il abrite des chenilles largement exploitées pour le nourrissage des jeunes.

### Déplacements
En hiver, on peut observer de petits groupes erratiques (comptant jusqu’à huit oiseaux et surtout composés de jeunes) s’associant parfois aux bandes de pinsons des arbres des Canaries (F. c. tintillon). Au plus fort de l’été, de tels groupes ont été vus en vol, à la recherche des rares points d’eau.

## Menaces
Au siècle dernier, deux types de danger pesaient sur cette espèce: la destruction de l’habitat et la prédation par l’homme. La destruction des forêts de pins a été lourde de conséquences sur le maintien de cette espèce mais l’abattage des sous-bois a eu des répercussions plus profondes et plus insidieuses encore. La chasse se pratiquait à grande échelle par la population locale et ce commerce était si florissant qu’on entrevoyait, dans les années 1900, l’extermination imminente de l’espèce. Voici à titre d’exemple le record d’un chasseur ayant tué 76 pinsons bleus à Grande Canarie et 122 à Tenerife au cours de l’année 1909. Ces agissements soulevèrent une tempête de protestations de la part d’ornithologues et d’écologistes de l’époque qui tentèrent de faire prendre conscience à la population locale du danger d’extinction. La chasse fut interdite et le premier danger ainsi écarté. Le pinson bleu était communément gardé comme oiseau de cage à Tenerife jusqu’à la fin de 1956. Dans les années 1960, la canalisation par l’homme des eaux de source en montagne, susceptible de réduire les abreuvoirs naturels, constituait une autre menace.
De nos jours, ces deux menaces sont mieux contrôlées mais la chasse et les prélèvements illégaux sévissent encore notamment pour approvisionner le marché des oiseaux à destination de l’Italie, l’Allemagne et la Belgique. À ce tableau s’ajoute l’utilisation excessive de pesticides, la dégradation de l’habitat, le dérangement par l’homme et le manque d’eau en été. C’est pourquoi l’installation d’abreuvoirs artificiels par l’homme joue un rôle important dans la survie de cette espèce, notamment en été. Les incendies représentent encore une grande menace comme ceux de 2007 qui ont presque anéanti les forêts de Grande Canarie où subsiste la sous-espèce F. t. polatzeki. Les activités du tourisme occasionnent un empiètement sur l’habitat et une perturbation supplémentaire mais semblent encore rester à un niveau compatible avec la vie de la faune et de la flore.

## Statut
BirdLife International (2005) estime ses effectifs de 1800 à 2740 individus à Tenerife et de 185 à 260 à Grande Canarie avec la mention « bientôt menacée » pour l’ensemble des deux populations. Le Group of experts on conservation of birds propose un statut plus nuancé avec 1500 individus à Tenerife avec des pics d’abondance dans certaines aires (2,72 oiseaux/ 10 ha) et seulement de 150 à 200 individus à Grande Canarie avec une faible densité (1 oiseau/10 ha). La population de Tenerife est en augmentation grâce au développement de son habitat (plantations de pins), mais celle de Grande Canarie, confinée dans deux zones totalement isolées, est en nette régression avec une perte estimée à 10 % de la population totale chaque année. Selon BirdLife (2005) la sous-espèce de Grande Canarie serait limitée à quelques îlots forestiers à Ojeda, Inagua et Panjonales avec, peut-être, quelques couples à Tamadaba.

## Conservation
Des opérations de reboisement en pins canariens (Pinus canariensis) et en pins rayonnants (Pinus radiata), avec interdiction de défricher et d’abattre haies, sous-bois et broussailles, ont été entreprises à Tenerife depuis 1950. Par la loi du 30 décembre 1980 (décret royal), l’espèce est légalement protégée de la chasse, des captures, des prélèvements (œufs et jeunes) et du commerce. Des aires pilotes ont été créées depuis 1982 à Grande Canarie. Le massif du mont Teide à Tenerife et six zones importantes à Grande Canarie ont été classés parc national ou réserve naturelle en 1987. Un programme de conservation a été mis en place en 1991 et un autre de reproduction en captivité, instauré en 1992. Un plan d’action pour la conservation des deux sous-espèces a été publié en 1996. En 1997 a été instauré par le gouvernement espagnol le Programa de conservación del Pinzón Azul de Gran Canaria. Un autre programme de reproduction en captivité a déjà produit des jeunes naturellement en 1998 et d’autres, par incubation artificielle, en 2000 avec des lâchers ultérieurs en milieu naturel. Ce projet a été initié par le Group of experts on conservation of birds nommé par le Standing Committee of the Bern Convention dont une assemblée s’est tenue les 11 et 12 juin 2002 à Wageningue, aux Pays-Bas. D’autres études en cours se donnent pour objectif de déterminer des actions susceptibles de restaurer l’habitat, de prévenir les feux de forêts, d’éradiquer le commerce des oiseaux, d’accroître les effectifs et d’élargir la distribution de cette espèce. Une action plus spécifique comme l’installation d’abreuvoirs artificiels a également été entreprise. Enfin BirdLife demande que le statut juridique de l’espèce soit sous le contrôle de la CITES (BirdLife International 2005).

## Systématique
L'espèce Fringilla teydea a été décrite conjointement pas les naturalistes Philip Barker Webb, Sabin Berthelot et Alfred Moquin-Tandon en 1841.

### Taxinomie
Sous-espèces
Cet oiseau est représenté par 2 sous-espèces ;
- Fringilla teydea teydea Webb, Berthelot et Moquin-Tandon, 1841 : Ténériffe ;
- Fringilla teydea polatzeki Hartert, 1905 : Grande Canarie ; sous-espèce avec les parties supérieures plus grises, le front noir et la double barre alaire plus blanche et plus distinctive et le bec moins épais.

### Phylogénie
Le Pinson bleu descend très probablement du Pinson des arbres qui, après un isolement dans les îles Canaries, a généré plusieurs sous-espèces (tintillon, ombriosa et palmae) et cette espèce distincte (teydea). On peut ainsi imaginer que le Pinson bleu, élevé au rang d’espèce et donc plus différencié que les simples sous-espèces du Pinson des arbres, est apparu chronologiquement avant elles. Son plumage nettement différencié (uniformément bleu) et son bec spécialisé (graines de pins) suggèrent qu’il est apparu le premier. Les caractéristiques morphologiques intermédiaires de la sous-espèce des Açores (moreletti) montre à quoi il devait originellement ressembler. Il est d’ailleurs intéressant de constater chez les sous-espèces nord-africaines (africana et spodiogenys) un accroissement de la coloration bleue sur la tête, une extension de la coloration verte sur les parties supérieures et un remplacement de la couleur rouge vineux des parties inférieures par une teinte beige-rosé comparativement à la forme nominale. Chez les sous-espèces insulaires (Canaries, Madère et Açores) on assiste une extension graduelle de la coloration bleue sur les parties supérieures pour aboutir chez Fringillia teydea à un plumage entièrement bleu.